# Sitapur
Sitapur là một thành phố và là nơi đặt ban đô thị (municipal board) của quận Sitapur thuộc bang Uttar Pradesh, Ấn Độ.

## Địa lý
Sitapur có vị trí 27°34′B 80°41′Đ / 27,57°B 80,68°Đ Nó có độ cao trung bình là 138 mét (452 feet).

## Nhân khẩu
Theo điều tra dân số năm 2001 của Ấn Độ, Sitapur có dân số 151.827 người. Phái nam chiếm 52% tổng số dân và phái nữ chiếm 48%. Sitapur có tỷ lệ 68% biết đọc biết viết, cao hơn tỷ lệ trung bình toàn quốc là 59,5%: tỷ lệ cho phái nam là 72%, và tỷ lệ cho phái nữ là 63%. Tại Sitapur, 12% dân số nhỏ hơn 6 tuổi.